# Campoamor (Alicante)
Campoamor es un barrio de la ciudad española de Alicante. Según el padrón municipal, cuenta en el año 2023 con una población de 12 805 habitantes (6754 mujeres y 6051 hombres).

## Localización
Campoamor limita al norte con los barrios de Altozano-Conde Lumiares y Los Ángeles; al este con los barrios de Carolinas Altas, Carolinas Bajas y San Antón; al sur con el barrio del Mercado; y al oeste con el Polígono de San Blas y el barrio de San Blas-Santo Domingo.
Asimismo, está delimitado exteriormente, desde el norte y en el sentido horario, por las avenidas y calles siguientes: Conde de Lumiares, Devesa, Maestro Alonso, Jijona, Plaza de España, Alcalde Alfonso de Rojas, Poeta Carmelo Calvo, Padre Mariana, Sargento Vaillo, Ronda del Castillo, Maestro Caballero, Escultor Vicente Bañuls y Aureliano Ibarra.

## Población
Según el padrón municipal de habitantes de Alicante, la evolución de la población del barrio de Campoamor en los últimos años, del 2011 al 2023, tiene los siguientes números:
|              | 2011  | 2012   | 2013  | 2014  | 2015   | 2016   | 2017   | 2018  | 2019   | 2020  | 2021  | 2022  | 2023   |
| ------------ | ----- | ------ | ----- | ----- | ------ | ------ | ------ | ----- | ------ | ----- | ----- | ----- | ------ |
| Población    | 12602 | 12457  | 12457 | 12392 | 12247  | 11902  | 12017  | 12108 | 12306  | 12314 | 12324 | 12271 | 12805  |
| (Diferencia) |       | (-145) | (0)   | (-65) | (-145) | (-345) | (+115) | (+91) | (+198) | (+8)  | (+10) | (-53) | (+534) |

## Fiestas
Las fiestas del barrio son, como en el resto de la ciudad de Alicante, las Hogueras de San Juan. Cuenta con tres comisiones de hogueras:
- Campoamor, que planta en el paseo de Campoamor.
- Campoamor Norte-Plaza de América, que planta en la plaza de América.
- Santa Isabel, que planta en la intersección entre las calles Pintor Murillo, Maestro Caballero, Poeta Carmelo Calvo y Alcalde Alfonso de Rojas, junto al edificio de los Representantes.

## Historia
En terrenos que ocupa actualmente este barrio, se instaló en el año 1602 una congregación de frailes capuchinos a los que el ayuntamiento había cedido unas tierras deshabitadas para poner en marcha su convento y su huerto. Terminada la Guerra de la Independencia Española, se reconstruyó el antiguo arrabal de San Antón, que se había derribado anteriormente, y se empezó a expandir la ciudad por esta zona. En el año 1821, se habilitó para el disfrute público una alameda, que discurría entre la actual calle San Vicente y el convento Capuchino. En el año 1848 se levantó la plaza de toros.
El barrio debe su nombre a Ramón de Campoamor, poeta asturiano nombrado en 1849 gobernador civil de Alicante. Estuvo en el cargo hasta 1851. En esa época, se reformó el antiguo paseo al convento para hacer una nueva alameda que denominaron Paseo de Campoamor.
En el año 2011 se inauguró en la zona el edificio más emblemático del barrio, el Auditorio de la Diputación de Alicante, situado en donde hace años cruzaba el mencionado paseo. Por ello, delante de esa construcción, se ha querido recordar tal circunstancia al reproducir un tramo similar de aquella alameda.